# 約翰卡羅爾大學
約翰卡羅爾大學（John Carroll University）是一所位於美國俄亥俄州克利夫蘭郊區大學高地的私立天主教大學，主要提供本科生教育。 2020年《美國新聞與世界報道》將其列在“中西部地區大學”中的第2位。

## 歷史

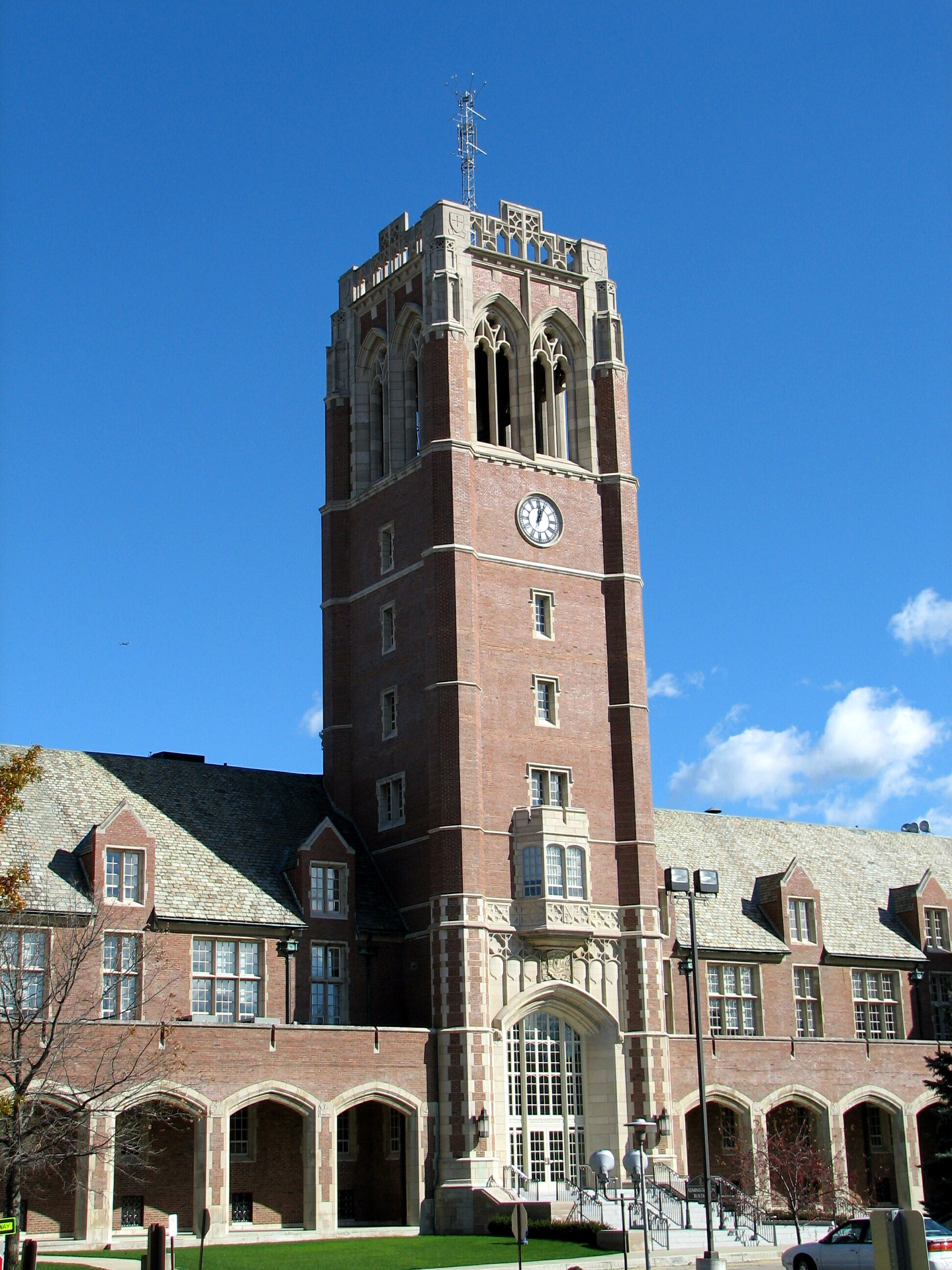
大學行政大樓

該大學由耶穌會成立於1886年，當時稱聖伊格內修斯學院（St Ignatius College），是一所男子學院。 1923年為紀念美国首位罗马天主教主教和大主教約翰·卡羅爾而改現名，1935年搬至現址。
二戰期間，它是美國131所參加V-12海军学院培训计划的美國學院之一，為學生提供海軍軍事教育。 1968年9月男女共學，在21世紀初擴張。

## 外部連結
- John Carroll University official website （页面存档备份，存于）
- John Carroll University official athletics website （页面存档备份，存于）
- University Library
- The Carroll News （页面存档备份，存于）

41°29′28″N 81°31′48″W / 41.491°N 81.530°W